# Єрмаков Віталій Михайлович
Віталій Михайлович Єрмаков (нар. 7 червня 1992, м. Рубіжне, Луганська область, Україна) — український футболіст, захисник одеського «Чорноморця».

## Ігрова кар'єра
Вихованець ДЮСШ «Сталь» (Алчевськ), у складі якої в 2005—2009 роках виступав у ДЮФЛУ (70 матчів, 9 голів). Окрім цього паралельно грав у «Сталі-2» (Алчевськ) у чемпіонаті Луганської області. Дебютував за першу команду «сталеварів» 12 травня 2010 року в переможному (3:0) домашньому поєдинку 29-го туру першої ліги чемпіонату України проти харківського «Геліоса». Віталій вийшов на поле на 88-й хвилині, замінивши Олександра Ясковича. Дебютним голом на професійному рівні відзначився 30 березня 2011 року на 90+1-й хвилині переможного (2:0) виїзного поєдинку 23-го туру першої ліги чемпіонату України проти ФК «Львів». В цьому матчі Єрмаков вийшов на поле на 88-й хвилині, замінивши Василя Палагнюка. Всього за 5 років зіграв у складі «Сталі» 61 матч і відзначився 1 голом у першій лізі, ще 2 поєдинки провів у кубку України. Через війну на Донбасі «Сталь» була вимушена з травня 2014 року проводити домашні матчі в м. Карлівка Полтавської області, а в лютому 2015 року знялася з чемпіонату, і Єрмаков отримав статус вільного агента. 
Після цього Віталій залишив Україну та поїхав до Росії. 15 травня 2015 року Єрмаков став гравцем російського аматорського клубу «Понтос» (с. Витязеве), який виступав у чемпіонаті Краснодарського краю.
23 лютого 2016 року підписав контракт з краматорським «Авангардом». Дебютував у футболці краматорського клубу 26 березня 2016 року в нічийному (1:1) виїзному поєдинку 19-го туру першої ліги чемпіонату України проти київського «Оболонь-Бровара». Віталій вийшов у стартовому складі та відіграв увесь поєдинок. У квітні 2016 року двічі потрапляв до символічної збірної тижня в першій лізі за версією інтернет-видання UA-Футбол на позиції центрального захисника. Дебютним голом у футболці краматорської команди відзначився 13 травня 2017 року на 9-й хвилині переможного (3:0) виїзного поєдинку 30-го туру першої ліги чемпіонату України проти столичного «Арсеналу». Єрмаков вийшов на поле в стартовому складі та відіграв увесь матч, а на 60-й хвилині отримав жовту картку. Всього в футболці «Авангарду» в першій лізі чемпіонату України провів 62 поєдинки та відзначився трьома голами, ще два матчі зіграв у кубку України.
З 18 січня 2018 підписав трирічний контракт із чернігівською «Десною». За підсумками сезону з командою виграв бронзові медалі Першої ліги. У плей-оф за право грати у вищому дивізіоні «Десна» здобула перемогу і підвищилася в класі. 29 липня 2018 року Єрмаков вперше зіграв у Прем'єр-лізі, вийшовши на заміну на 83-й хвилині виїзного матчу із «Маріуполем», який «Десна» виграла з рахунком 4:1. Втім, закріпитись у вищому дивізіоні не зумів і був відданий в оренду назад в «Авангард».